# Rhinacanthus latilabiatus
Rhinacanthus latilabiatus är en akantusväxtart som först beskrevs av K.Balkwill, och fick sitt nu gällande namn av I.Darbysh.. Rhinacanthus latilabiatus ingår i släktet Rhinacanthus och familjen akantusväxter. Inga underarter finns listade i Catalogue of Life.